# Scytodes symmetrica
Scytodes symmetrica är en spindelart som beskrevs av Lawrence 1938. Scytodes symmetrica ingår i släktet Scytodes och familjen spottspindlar. Inga underarter finns listade i Catalogue of Life.